# Plusmarca

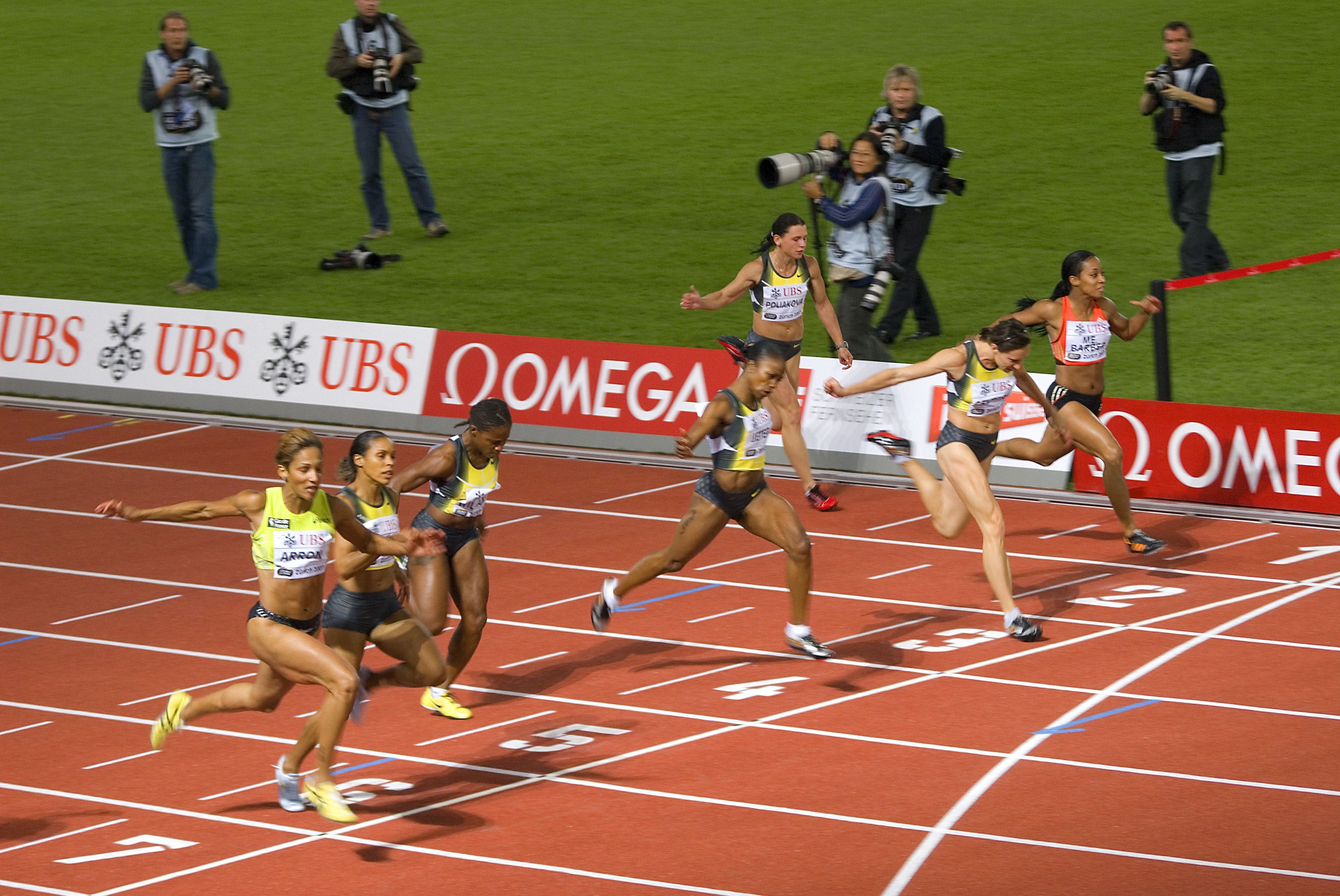
La marca es una cuantificación de un logro deportivo. El récord es la mejor marca.

Los términos plusmarca, marca, récord y mejor registro aluden a conceptos vinculados entre sí, esenciales para el deporte. Según el Diccionario de la lengua española, de la Real Academia Española, los tres primeros términos hacen referencia, en el deporte, al «mejor resultado, especialmente el homologado, obtenido en el ejercicio de un deporte o en una competición».
Para establecer las marcas, existen sistemas de medición, control, homologación y registro, organizados por las asociaciones que regulan las diferentes prácticas deportivas, de modo tal que se puedan considerar oficiales. En algunos casos, se establecen condiciones para poder validar una marca, habitualmente ambientales o relacionadas con los elementos utilizados para mejorar el desempeño. Las marcas suelen tener gran importancia en ciertas disciplinas deportivas relacionadas con logros físicos, como velocidad, fuerza, altura, distancia, profundidad y otros, que a veces resultan más importantes que la competencia en sí misma.

## Plusmarcas mundiales y olímpicas
La plusmarca siempre en un momento dado es el récord mundial. Para que una marca pueda ser considerada como récord mundial debe haber sido reconocida por una de las asociaciones que regulan las diferentes prácticas deportivas (federaciones y asociaciones de los respectivos deportes o incluso el Libro Guinness de los récords). 
La diferencia entre el récord mundial y el récord olímpico es que este último solo corresponde a las marcas producidas durante unos Juegos Olímpicos. Un récord olímpico puede ser al mismo tiempo un récord mundial.

## Sistemas de medición
En muchos casos, para establecer correctamente una marca se necesitan sistemas y métodos especiales de medición. Típicamente, por ejemplo, para medir el tiempo de una carrera se necesita sincronizar el momento de la señal de salida con el de la puesta en marcha del cronómetro. Antiguamente esto se hacía de modo manual, pero actualmente existen sistemas automáticos, tanto para medir la orden de salida como la llegada, como el sistema FAT (Fully Automatic Time). En este último caso ha sido importante, por ejemplo, la célula fotoeléctrica asociada a los sistemas de cronometraje. 
Existen reglas precisas para medir una marca, desde las señales que deben tomarse en cuenta (por ejemplo en el salto de distancia se debe tomar la primera marca), hasta los procedimientos, instrumentos y personas encargadas de hacerlo.

## Condiciones
Para que las marcas sean válidas, y por lo tanto las plusmarcas, las mismas deben ser realizadas dentro de determinadas condiciones. Estas condiciones tienen que ver con el cumplimiento de las normas reglamentarias del deporte en materia de elementos autorizados, entre ellos las sustancias que no pueden consumirse, y las condiciones ambientales en las que esa marca ha sido realizada.

## Sistemas de control
Las asociaciones en quienes recae la función de registrar y oficializar las marcas establecen sistemas de control para evitar cualquier irregularidad, y verificar que los deportistas y las instalaciones cumplen con las normas reglamentarias vigentes en cada caso. Los procedimientos antidopaje son uno de los más conocidos por el público, aunque no tienen como única misión controlar la validez de la marca.

## Sistemas de homologación y registro
Una vez producida una marca, las mismas deben ser registradas adecuadamente por la asociación del deporte que se trate. Para ello existen procedimientos, formularios y personas encargadas de hacerlo.
Cuando una marca alcanza la categoría de récord, corresponde que la asociación interviniente homologue el récord, es decir lo oficialice dando fe que el mismo ha sido obtenido de manera reglamentaria y controlada.

## Récords principales
Cada disciplina tiene sus récords deportivos. En general, los récords más importantes están relacionados con actividades límites para el ser humano: el más veloz, el salto más largo, el hombre más fuerte, la mayor altura, la mayor profundidad, la mayor distancia, etc.
La Asociación Internacional de Asociaciones de Atletismo (IAAF) ha elaborado una tabla de origen húngaro para comparar la importancia relativa de los récords establecidos en disciplinas distintas. Los récords mundiales de pruebas olímpicas que superan los 1300 puntos según las tablas de la IAAF son:
Hombres
|    | Atleta             | Disciplina              | Récord   | Fecha                    | Puntaje IAAF |
| -- | ------------------ | ----------------------- | -------- | ------------------------ | ------------ |
| 1  | Jan Železný        | Lanzamiento de jabalina | 98.48    | 25 de mayo de 1996       | 1365         |
| 2  | Usain Bolt         | 100 metros              | 9.58     | 16 de agosto de 2009     | 1356         |
| 3  | Usain Bolt         | 200 metros              | 19.19    | 20 de agosto de 2009     | 1352         |
| 4  | Mike Powell        | Salto de longitud       | 8.95     | 30 de agosto de 1991     | 1346         |
| 5  | Karsten Warholm    | 400 metros vallas       | 45.94    | 3 de agosto de 2021      | 1341         |
| 6  | Ryan Crouser       | Lanzamiento de peso     | 23.56    | 27 de mayo de 2023       | 1334         |
| 7  | Armand Duplantis   | Salto con pértiga       | 6.24     | 20 de abril de 2024      | 1333         |
| 8  | Mykolas Alekna     | Lanzamiento de disco    | 74.35    | 14 de abril de 2024      | 1325         |
| 9  | Kelvin Kiptum      | Maratón                 | 2:00:35  | 08 de octubre de 2023    | 1322         |
| 10 | Wayde van Niekerk  | 400 metros lisos        | 43.03    | 14 de agosto de 2016     | 1321         |
| 11 | Jamaica            | Relevo 4 × 100 metros   | 36.84    | 11 de agosto de 2012     | 1318         |
| 12 | Javier Sotomayor   | Salto de altura         | 2.45     | 27 de julio de 1993      | 1314         |
| 13 | Yuri Sedij         | Lanzamiento de martillo | 86.74    | 30 de octubre de 1986    | 1307         |
| =  | Jakob Ingebrigtsen | 2000 metros             | 4:43.13  | 8 de septiembre de 2023  | 1307         |
| 15 | Joshua Cheptegei   | 10 000 metros           | 26:11.00 | 7 de octubre de 2020     | 1306         |
| =  | Lamecha Girma      | 3000 metros short track | 7:23.81  | 15 de febrero de 2023    | 1306         |
| 17 | Wilson Kipketer    | 800 metros short track  | 1:42.67  | 9 de marzo de 1997       | 1305         |
| 18 | Christian Coleman  | 60 metros               | 6.34     | 18 de febrero de 2018    | 1304         |
| 19 | Jonathan Edwards   | Triple salto            | 18.29    | 7 de agosto de 1995      | 1303         |
| =  | Frankie Fredericks | 200 metros short track  | 19.92    | 18 de febrero de 1996    | 1303         |
| =  | Kenenisa Bekele    | 5000 metros short track | 12:49.60 | 20 de febrero de 2004    | 1303         |
| 22 | Hicham El Guerrouj | 1500 metros             | 3:26.00  | 14 de julio de 1998      | 1302         |
| =  | Kevin Mayer        | Decatlón                | 9126     | 16 de septiembre de 2018 | 1302         |
| =  | Yomif Kejelcha     | Milla short track       | 3:47.01  | 3 de marzo de 2019       | 1302         |
| =  | Joshua Cheptegei   | 5000 metros             | 12:35.36 | 14 de agosto de 2020     | 1302         |

Mujeres
|    | Atleta                   | Disciplina              | Récord   | Fecha                    | Puntaje IAAF |
| -- | ------------------------ | ----------------------- | -------- | ------------------------ | ------------ |
| 1  | Gabriele Reinsch         | Lanzamiento de disco    | 76.80    | 9 de julio de 1988       | 1382         |
| 2  | Natalia Lisovskaya       | Lanzamiento de peso     | 22.63    | 7 de junio de 1987       | 1372         |
| 3  | Galina Chistiakova       | Salto de longitud       | 7.52     | 11 de junio de 1988      | 1333         |
| 4  | Jackie Joyner-Kersee     | Heptatlón               | 7291     | 24 de septiembre de 1988 | 1331         |
| 5  | Tigst Assefa             | Maratón                 | 2:11.53  | 24 de septiembre de 2023 | 1318         |
| 6  | Agnes Jebet Ngetich      | 10 kilómetros           | 28:46    | 14 de enero de 2024      | 1317         |
| 7  | Florence Griffith-Joyner | 100 metros lisos        | 10.49    | 16 de julio de 1988      | 1314         |
| 8  | Sydney McLaughlin        | 400 metros vallas       | 50.68    | 22 de julio de 2022      | 1312         |
| 9  | Stefka Kostadinova       | Salto de altura         | 2.09     | 30 de agosto de 1987     | 1309         |
| =  | Beatrice Chebet          | 10 000 metros           | 28:54.14 | 25 de mayo de 2024       | 1309         |
| 11 | Florence Griffith-Joyner | 200 metros              | 21.34    | 29 de septiembre de 1988 | 1308         |
| 12 | Marita Koch              | 400 metros lisos        | 47.60    | 6 de octubre de 1985     | 1304         |
| 13 | Barbora Špotáková        | Lanzamiento de jabalina | 72.28    | 13 de septiembre de 2008 | 1306         |
| 14 | Anita Włodarczyk         | Lanzamiento de martillo | 82.98    | 28 de agosto de 2016     | 1303         |

Algunos récords importantes son:
- 100 metros lisos: el récord obtenido en la prueba de atletismo de 100 metros lisos goza de mucha atención popular, ya que el mismo está asociado al hombre más veloz del mundo;
- En béisbol la cantidad de carreras logradas en una carrera deportiva; fue histórico el logrado por Babe Ruth;
- En fútbol la cantidad de goles convertidos;
- En el olimpismo la cantidad de medallas acumuladas en una carrera deportiva.